# グリマ

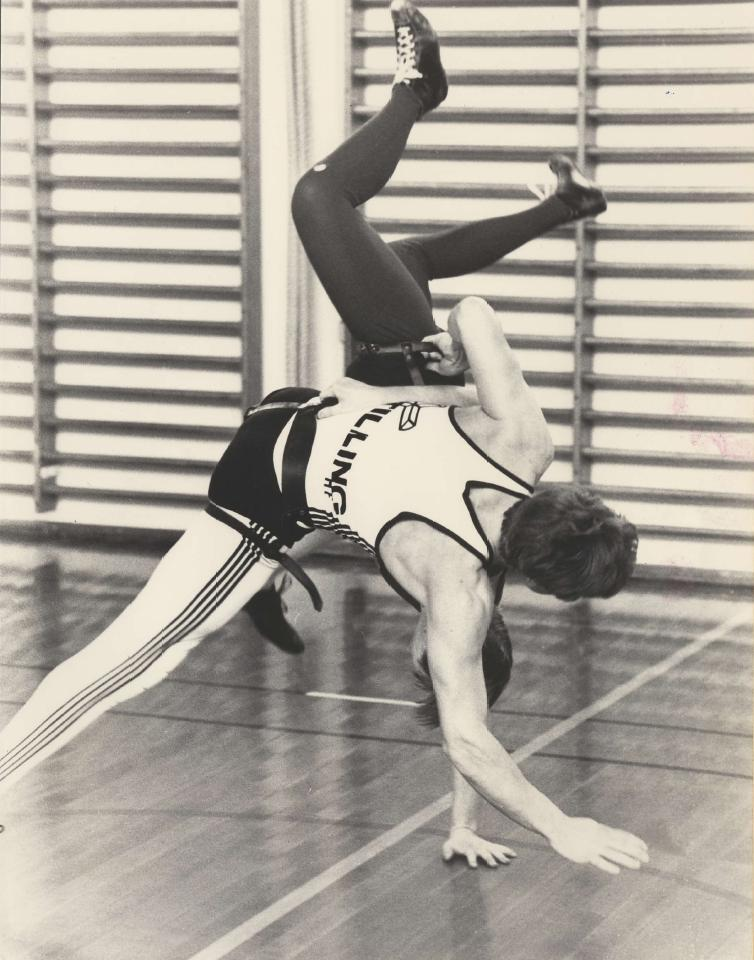
グリマ

グリマ(Glima、グリーマ)はアイスランドのレスリング。
他のレスリングに比して大きく四点の違いが存在する。
- 常に立った状態で行われる。
- 相手は互いの周りを時計回りで回る。ワルツのステップのように見えるこのような動きは、プロレスなどでも見られる。グリマではこの動きによってお互いに攻撃、防御の機会を作り出し、手詰まりを防ぐ。
- 相手の上に覆いかぶさるようにする、あるいは強引に相手を押しつぶすことは許されない。(それはスポーツマンシップに反する行為とされる)
- 出来る限り相手の肩越しに視線を向けるべきとされる。その理由は、視覚よりも触覚により格闘するのが適切だと考えられているからである。